# Districtul Chiang Khan
Chiang Khan (în thailandeză เชียงคาน) este un district (Amphoe) din provincia Loei, Thailanda, cu o populație de 59.016 locuitori și o suprafață de 867,0 km².

## Componență
Districtul este subdivizat în 8 subdistricte (tambon), care sunt subdivizate în 78 de sate (muban).
| Nr. | Nume         | În thailandeză | Sate | Locuitori |  |
| --- | ------------ | -------------- | ---- | --------- |  |
| 1.  | Chiang Khan  | เชียงคาน        | 6    | 10,245    |  |
| 2.  | That         | ธาตุ            | 15   | 9,523     |  |
| 3.  | Na Sao       | นาซ่าว          | 15   | 11,453    |  |
| 4.  | Khao Kaeo    | เขาแก้ว         | 13   | 7,596     |  |
| 5.  | Pak Tom      | ปากตม          | 7    | 5,967     |  |
| 6.  | Bu Hom       | บุฮม            | 10   | 7,528     |  |
| 7.  | Chom Si      | จอมศรี          | 7    | 4,301     |  |
| 8.  | Hat Sai Khao | หาดทรายขาว     | 5    | 2,403     |  |